# Afroheriades primus
Afroheriades primus är en biart som först beskrevs av Peters 1970.  Afroheriades primus ingår i släktet Afroheriades och familjen buksamlarbin. Inga underarter finns listade i Catalogue of Life.